# Ellis and Burnand Tramway (Manunui)
Die Ellis & Burnand Tramway war von 1903 bis 1942 eine 8 km lange Waldbahn mit einer Spurweite von 1067 mm (3 Fuß 6 Zoll) bei Manunui in Neuseeland.

## Geschichte
J. W. Ellis und Harry Burnand bauten 1903 eine Waldeisenbahn von Manunui, das damals noch Waimarino genannt wurde, nach Ohotaka, nachdem die NZR-Eisenbahn auf dem North Island Volcanic Plateau bis Taumarunui verlängert worden war. Sie überquerte ab 1905 den Whanganui River auf einer 100 m langen Brücke, obwohl diese erst Anfang desselben Jahres ausgeschrieben worden war. Um 1909 gab es bei Manunui ein mehr als 8 km langes Stahl-Schienenetz.
Das Sägewerk und die Kistenfabrik eröffneten 1907 in Manunui, und ein Sperrholz- und Furnierholzfabrik folgte 1911. Manunui entwickelte sich zu einer in Acre-große Blöcke aufgeteilten Sägewerks-Siedlung.
Während der Weltwirtschaftskrise um 1930 wurde für alle 270 Mitarbeiter eine Vier-Tage-Kurzarbeitswoche eingeführt. In dieser Zeit wurde vor allem Kahikatea für Butterkisten und Erdbeer-Spankörbe geschlagen und verarbeitet.
Das Sägewerk wurde 1942 geschlossen, nachdem die meisten Bäume im Busch geschlagen worden waren. Ein Großbrand zerstörte 1949 das Sägewerk, aber die Ellis Veneer Works und deren Büros blieben erhalten. 1953 produzierten diese mehr als 2.100.000 Festmeter (7,000,000 ft) Sperrholz pro Jahr.

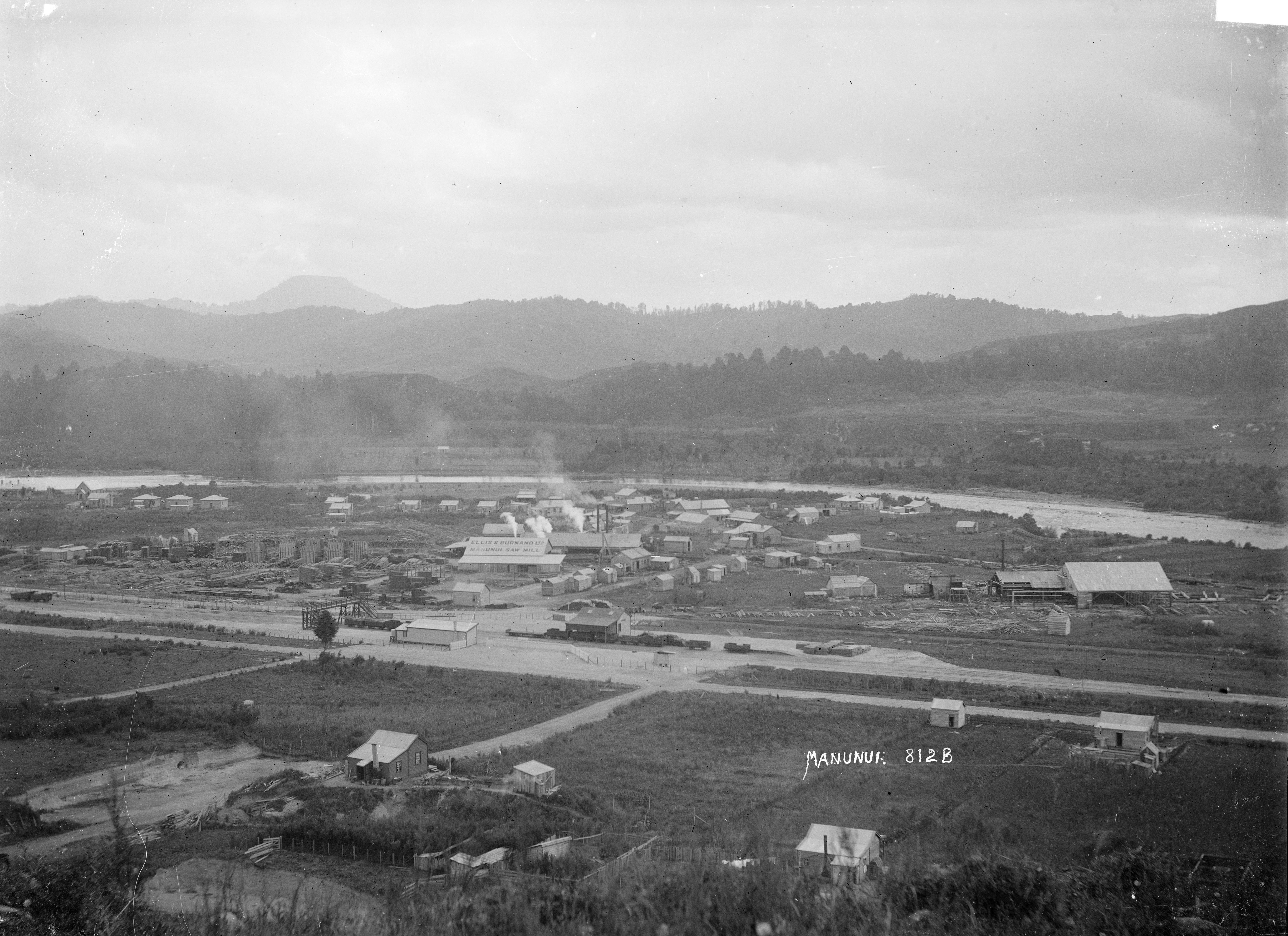
Manunui um 1910
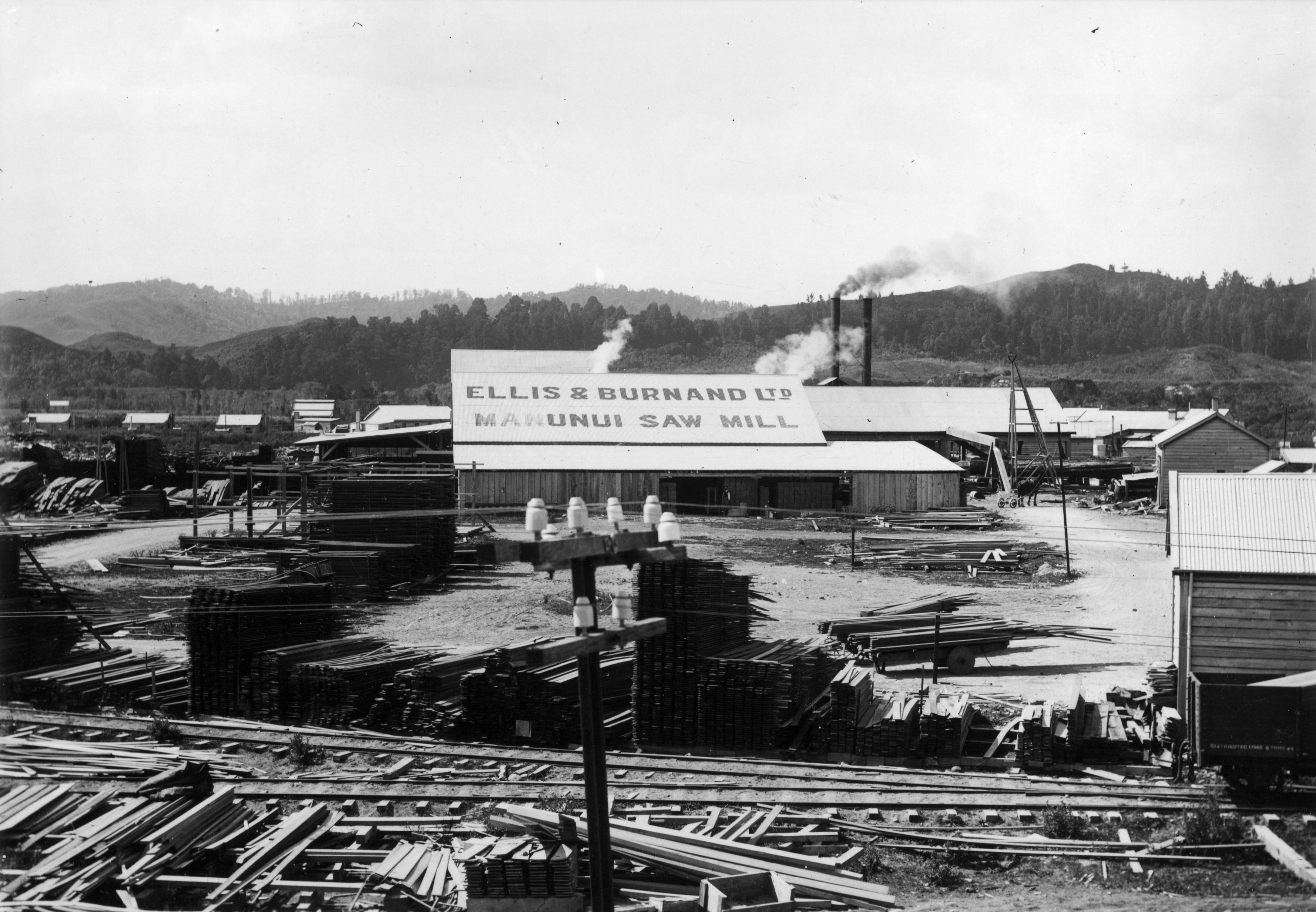
Sägewerk in Manunui vor dem Brand von 1915
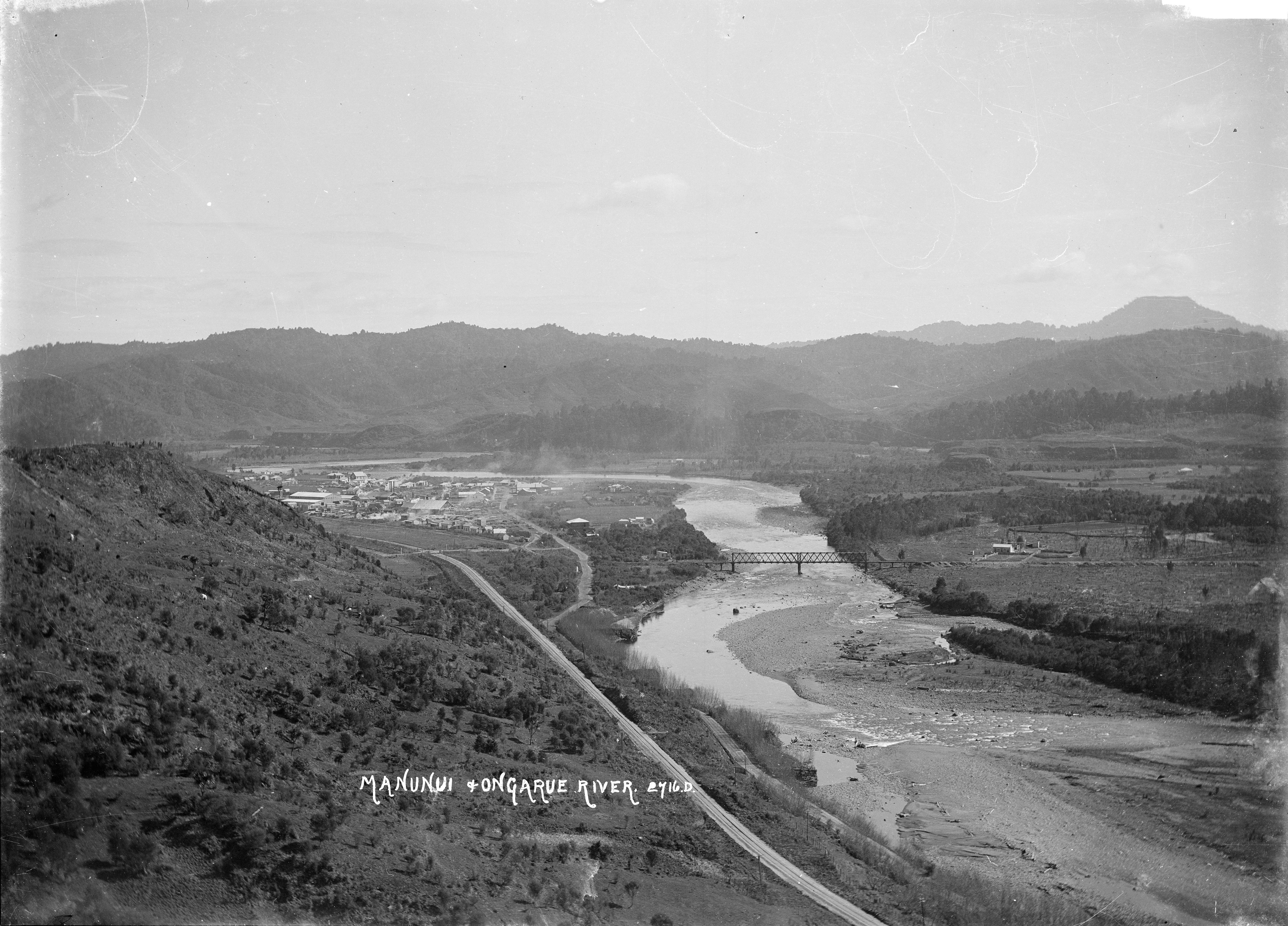
Punga-Brücke über den Whanganui River bei Manunui
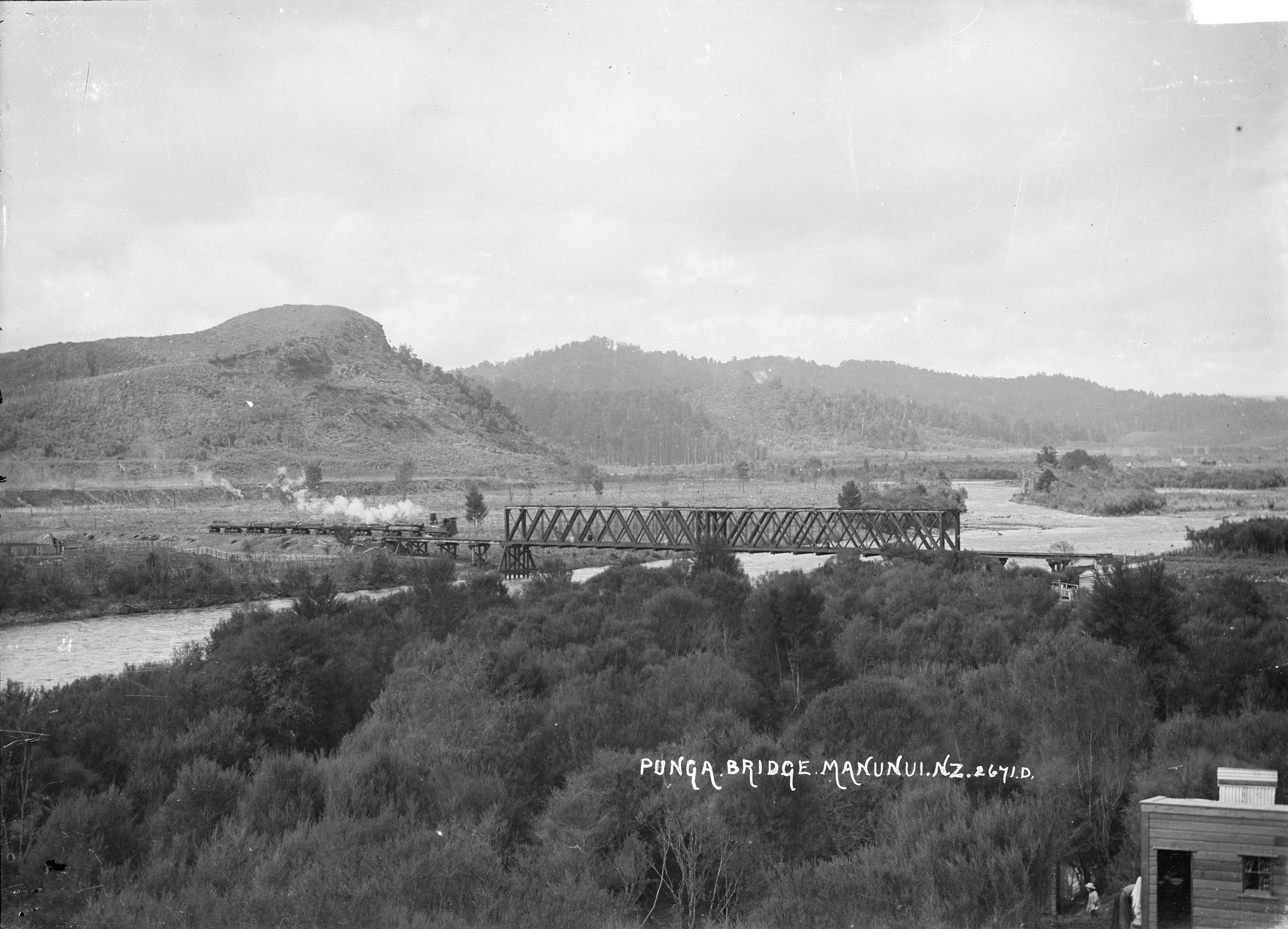
Punga-Brücke über den Whanganui River bei Manunui